# Golden Globe-galan 1952
9:e
Golden Globe Awards

21 februari 1952
Bästa film – drama

En plats i solen
Bästa film – musikal eller komedi

En amerikan i Paris
Golden Globe-galan 1952 var den nionde upplagan av Golden Globe Awards, som belönade filminsatser från 1951, och hölls den 21 februari 1952.

## Vinnare och nominerade
Vinnarna listas i fetstil.
| Bästa film – drama - En plats i solen - Linje Lusta - Ny gryning - Polisstation 21 - Quo Vadis                                                     | Bästa film – musikal eller komedi - En amerikan i Paris                                                                       |
| Bästa manliga huvudroll – drama - Fredric March – En handelsresandes död - Kirk Douglas – Polisstation 21 - Arthur Kennedy – Ny gryning            | Bästa kvinnliga huvudroll – drama - Jane Wyman – Blå slöjan - Vivien Leigh – Linje Lusta - Shelley Winters – En plats i solen |
| Bästa manliga huvudroll – musikal eller komedi - Danny Kaye – På Rivieran - Bing Crosby – Här kommer brudgummen - Gene Kelly – En amerikan i Paris | Bästa kvinnliga huvudroll – musikal eller komedi - June Allyson – För ung för kyssar                                          |
| Bästa manliga biroll - Peter Ustinov – Quo Vadis                                                                                                   | Bästa kvinnliga biroll - Kim Hunter – Linje Lusta - Lee Grant – Polisstation 21 - Thelma Ritter – Parningstit                 |
| Bästa regissör - Laslo Benedek – En handelsresandes död - Vincente Minnelli – En amerikan i Paris - George Stevens – En plats i solen              | Bästa manus - Robert Buckner – Ny gryning                                                                                     |
| Bästa filmmusik - Victor Young – Det var på Capri - Bernard Herrmann – Mannen från Mars - Dimitri Tiomkin – Flicka försvunnen                      | Bästa film för internationell förståelse - Robert Wise – Mannen från Mars                                                     |
| Bästa foto – svartvitt - Franz Planer – En handelsresandes död - William C. Mellor – En plats i solen - Franz Planer – Förrädare                   | Bästa foto – färg - William V. Skall – Quo Vadis                                                                              |
| Årets nya stjärna – skådespelare - Kevin McCarthy – En handelsresandes död                                                                         | Årets nya stjärna – skådespelerska - Pier Angeli – Teresa                                                                     |
| Särskild prestation - Alain Resnais – Pictura | Bästa utländska film - Demonernas port (Japan)                                                                                |
| Henrietta-priset för världens filmfavorit - Esther Williams                                                                                        | Cecil B. DeMille Award - Cecil B. DeMille                                                                                     |

### Filmer med flera vinster
| Vinster | Film                   |
| ------- | ---------------------- |
| 4       | En handelsresandes död |
| 2       | Quo Vadis              |

### Filmer med flera nomineringar
| Nomineringar | Film                   |
| ------------ | ---------------------- |
| 4            | En handelsresandes död |
| 4            | En plats i solen       |
| 3            | En amerikan i Paris    |
| 3            | Linje Lusta            |
| 3            | Ny gryning             |
| 3            | Polisstation 21        |
| 3            | Quo Vadis              |
| 2            | Mannen från Mars       |